# Mercedes-Benz type 124
Mercedes-Benz type 124 (samlet betegnelse for modellerne W124, S124, C124, A124, F124, V124 og VF124) var en serie af øvre mellemklassebiler fra Mercedes-Benz, bygget mellem slutningen af 1984 og midten af 1997 (i Indien til 1998).
Fra det andet facelift i sommeren 1993 blev modelbetegnelserne ændret og "overbegrebet" E-klasse indført.

## Modelhistorie

### Generelt
I december 1984 introducerede Daimler-Benz den nye øvre mellemklassesedan som efterfølger for type 123. Til type 124 blev der benyttet detaljer fra den mindre type 201, men modellen forblev dog enestående i teknik og design. Paralleller til kompaktklassen talte bl.a. benyttelsen af diverse, vægtbesparende materialer. På trods af letbygningen blev sikkerheden forbedret. Som forbilleder tjente type 201 samt S-klassen type 126.
Kabinen i type 124 udmærkede sig gennem en høj sidekollisions- og rullebestandighed, og var forsynet med deformationszoner. Kriteriet for en asymmetisk frontalkollision med 40 procent overdækning og 55 km/t kunne nu også opfyldes af type 124. Derudover blev der også koncepteret mulige kontaktzoner til beskyttelse af fodgængere og førere af tohjulede køretøjer.
I den første tid omfattede modelprogrammet benzinmodellerne 200 og 230 E (4-cyl.) samt 260 E og 300 E (6-cyl.) samt dieselmodellerne 200 D, 250 D og 300 D (4-, 5- hhv. 6-cylindret). Derudover fandtes der en 200 E til eksport til Italien. I september 1985 fulgte stationcarversionen T-model, i marts 1987 en coupé og i september 1991 den firepersoners cabriolet. I januar 1991 kom 500 E med V8-motor fra 500 SL på markedet, og i september måned samme år fulgte den teknisk næsten identiske 400 E med 4,2-liters V8-motor fra 400 SE. Fra 1993 bar type 124 som den første Mercedes-Benz-model navnet E-klasse.
Specialkøretøjer med længere akselafstand, op til seks døre, samt ambulance- og rustvognsopbygninger kompletterede programmet. Sidstnævnte blev opbygget af eksterne firmaer på basis af et chassis med kort (F124) eller lang (VF124) akselafstand.

## Modelvarianter
I løbet af byggetiden fandtes type 124 i flere forskellige motor- og udstyrsvarianter. Motorprogrammet gik fra 200 D (diesel) op til 500 E/E 500 (benzin).

### Sedan (W124)
Sedanen var den mest solgte version af type 124. Den blev introduceret i december 1984 og produceret frem til august 1995, og fandtes med talrige motorversioner og forskellige opbygninger. Den svageste motor var 200 D med 53 kW (72 hk), og den stærkeste 500 E/E 500 med 240 kW (326 hk).
På Frankfurt Motor Show i september 1987 fulgte to nye versioner, 300 D Turbo og 300 D Turbo 4MATIC. Begge disse var udstyret med turbodieselmotoren, som to år forinden allerede var blevet introduceret i de tilsvarende T-modeller. En verdensnyhed var dermed kun 4MATIC-versionen, mens den konventionelt drevne 300 D Turbo siden april 1986 havde været markedsført i USA. Turbodieselen adskilte sig udefra fra de øvrige versioner gennem fem ekstra luftindsugningskanaler i højre forskærm.
To yderligere modeller fulgte på Paris Motor Show i september 1988: 200 E med 2,0-liters indsprøjtningsmotoren fra 190 E var dog ingen ægte premiere, da denne type fra starten havde været produceret til det italienske marked. Derimod var 250 D Turbo nyopstået gennem et kig i motorbyggekasserne, og svarede principielt til 250 D men udstyret med en modificeret version af den turboladede 2,5-liters dieselmotor, som allerede gjorde tjeneste i kompaktklassen.

#### Ottecylindrede versioner
I modelprogrammet fik 500 E, som blev introduceret i 1991, ligeledes i Paris, fra starten en speciel position. Modellen blev udviklet i joint venture med Porsche og monteret på Porsche-fabrik 1 i Stuttgart-Zuffenhausen. Dertil leverede Mercedes-Benz det rå karrosseri til Porsche, hvor alle dele som afveg fra de andre versioner, som f.eks. forvogn, forskærme etc., blev delmonteret. Det derved kompletterede karrosseri blev herefter sendt tilbage til Sindelfingen og lakeret. Slutmontage og montering af motor fandt derefter sted i Zuffenhausen. Den daværende chef for Mercedes-Benz, Werner Niefer, støttede med dette joint venture Porsche, som på det tidspunkt havde finansielle problemer. Montagen af den eksklusive 500 E gav Porsche mulighed for at udnytte deres på grund af krisen for lidt benyttede produktionsfaciliteter. Samarbejdet varede dog kun i den første generations (MOPF 1) produktionstid. Den faceliftede E 500 (MOPF 2) fremstillede Mercedes-Benz helt selv i eget regi.
En mindre speciel position fik 400 E med 4,2-litersmotor, som kom på markedet i efteråret 1991 og med det andet facelift blev omdøbt til E 420. Da modellen var udstyret med V8-motoren M 119 E 42, som i sine ydermål modsvarede den stærkere M 119 E 50 fra 500 E/E 500, måtte der på karrosseriet til 400 E/E 420 udføres de samme modifikationer for at gøre plads til motoren. Også drivlinje, undervogn og bremser blev med undtagelse af små detaljer modificeret på samme måde. I modsætning til 500 E/E 500 havde 400 E/E 420 ingen bredere forskærme eller ændret forlygtekonfiguration, som adskilte sig fra resten af type 124-serien. Udefra adskilte 400 E/E 420 sig bortset fra skrifttrækket på bagklappen dermed ikke fra de sekscylindrede versioner.
Hvor 500 E eksplicit var koncepteret som sportssedan, var 400 E ment som en komfortabel og hurtig rejselimousine. Disse versioner var oprindeligt tilegnet de amerikanske og japanske markeder, hvor Lexus og Infiniti havde introduceret V8-modeller og Mercedes-Benz i den tid havde mistet næsten en fjerdedel af sin omsætning og vil have rådet bod derpå. I slutningen af 1992 kom 400 E til Europa, hvor den udviklede sig til en heftig konkurrent fra eget hus til 400 SE/S 420 af type 140, som var udstyret med samme motor men var større og betydeligt tungere. Derudover stod type 140 i denne tid i social og økologisk kritik. 400 E/E 420 blev fremstillet i Sindelfingen.
Begge de ottecylindrede versioner udviste rigtig gode præstationer og var elektronisk hastighedsbegrænset til 250 km/t. Ud over det forskellige maksimale drejningsmoment betød også det længere udvekslede differentiale for, at 400 E/E 420 accelererede langsommere fra 0 til 100 km/t end 500 E/E 500. En interessant teknisk detalje var, at 400 E/E 420 teoretisk kunne opnå en højere maksimal hastighed end 500 E/E 500. Ved den elektronisk begrænsede maksimale hastighed på 250 km/t havde 500 E/E 500 næsten nået sit maksimalt tilladte motoromdrejningstal, hvor lillebroderen på grund af sin længere differentialeudveksling havde lidt mere spillerum. De normale ottecylindrede versioners præstationer blev overgået af E 60 AMG med 280 kW (380 hk), som ligesom de andre ottecylindrede versioner kun fandtes som sedan. Den blev markedsført af Mercedes-Benz-forhandlerne som tuningversion af E 500. En seriemæssigt fremstillet E 500 blev derefter ombygget af AMG og fik ud over den større motor, som også gjorde tjeneste i SL, modifikationer på undervognen.
Teknisk set dannede de ottecylindrede versioner en fra resten af type 124-serien stærkt afvigende undermodelserie med vidtgående slægtskab til type 129 og 140, som i fabrikantens typenummerserie ikke fik et andet nummer men fortsat figurerede som W 124.

### T-model (S124)
Stationcarversionen af type 124 bar traditionen tro for Mercedes-Benz betegnelsen T-model (T = Touristik & Transport), og blev introduceret på Frankfurt Motor Show i september 1985. T-modellen var som standard udstyret med tæppebund i bagagerummet og læderindtræk. Derudover fandtes for første gang en elektrisk lukkende bagagerumsklap.
Denne anden generation af sportslige stationcars fra Mercedes-Benz svarede teknisk set meget til sedanen: Bortset fra det afvigende bagendedesign og de deraf resulterende modifikationer var der ingen forskelle i forhold til sedanen. Også motorer, bremser og undervogn var tilpasset den højere lasteevne, men ellers overtaget næsten uændret fra sedanen. T-modellerne var udstyret med en ændret bagaksel, som standardudstyr kombineret med hydropneumatisk niveauregulering. Også den i sedanversionerne opfyldte sikkerhedsstandard blev i vidt omfang overført til T-modellerne. Specielt under udviklingen af det bageste karrosserioverhæng, et på sedanen meget kritiseret område, blev der taget højde for sikkerhedsforskningen. Et eksempel derpå var brændstoftanken, som på T-modellerne på grund af konstruktionen var nødt til at være placeret under bunden af bilen. Den havde en speciel form med skrå anløbsflader på tankens overside og bilens bund hvilket garanterede, at tanken ved en bagendekollision blev skubbet væk nedad og derved holdt af fangesnore, uden at berøre kørebanen.
Slægtskabet mellem sedan og T-model viste sig også i motorprogrammet: Det oprindelige motorprogram omfattede otte forskellige motorer, hvoraf de alle med undtagelse af én også kunne fås i sedanmodellen: Den treliters sekscylindrede turbodiesel OM 603 D 30 A med 105 kW (143 hk) i 300 TD Turbodiesel blev udviklet af Mercedes-Benz' ingeniører på basis af sedanens sugemotor. I ændret form kom turbodieselmotoren også til indsats i S-klasse-eksportmodellen 300 SDL. Omvendt manglende fra sedanernes motorprogram 2,6-liters benzinmotoren samt 3,0-liters sugedieselmotoren ved T-modellens introduktion.
Traditionen tro i Mercedes-Benz' mellemste serie i flere årtier, kunne der også til type 124 leveres chassiser med eksternt fremstillede specialkarrosserier, som f.eks. ambulance. En nyhed var, at disse chassiser for første gang kom fra T-modellen og fremstillet sammen med denne i Bremen. Ud over versionen med normal akselafstand, som fandtes i typerne 250 D og 230 E, fandtes der igen også en forlænget udførelse som 250 D, 230 E og 260 E. Ambulanceopbygninger på disse chassiser blev fortrinsvis lavet hos Binz i Lorch, Miesen i Bonn og Visser i Leeuwarden/Holland. Til de mest kendte producenter af rustvogne på basis af type 124 hørte karrosseriombygningsfirmaerne Pollmann i Bremen, Rappold i Wülfrath, Stolle i Hannover og Welsch i Mayen.
S 124 bar frem til 1993 tilnavnet TE hhv. TD efter den af slagvolumet afledte modelbetegnelse. TE stod derved for T-model med indsprøjtningsmotor (tysk: Einspritzer). TD stod derimod for T-model med Dieselmotor og ikke, som ofte antaget, for Turbodiesel. Turbodieselen hed TD Turbo. Fra 1993 indgik T'et fortsat i modelbetegnelsen for at adskille modellen fra den tilsvarende sedan, men optrådte ikke længere på selve bilen.

### Coupé (C124)
I marts 1987 udvidede Mercedes-Benz modelprogrammet igen. I første omgang blev der på Geneve Motor Show præsenteret to coupémodeller, som fuldendte programmet som tredje karrosserivariant. Den havde et lille slægtskab med sedanen. Dog blev sedanens undervogn ændret så meget, at coupéen fik en 8,5 cm kortere akselafstand hvilket understregede coupéens sportslige karakter og gjorde den til en konstruktivt og formelt egen karrosserivariant. Bilen havde fra starten de brede sideplanker, før de andre karrosserivarianter fik dem, tilgængelige i to forskellige gråtoner (lysegrå passende til sølv og mørkegrå til antracit); ellers blev de indsat for kontrastens skyld, (f.eks. sort med lysegrå planke eller hvid med mørkegrå).
Først fra det første facelift (MOPF 1) i september 1989 blev sidebeplankningen på alle versioner tilpasset bilens øvrige karrosserifarve. Slægtskabet med sedan begrænsede sig til forvognen og baglygterne. Den i sedanerne opfyldte sikkerhedsstandard blev også overført til coupémodellen. B-søjlerne blev dermed erstattet af forstærkede A-søjler og døre. Den uden B-søjle byggede bil havde ingen ruderammer, så man kunne sænke sideruderne helt ned rammeløse. Derudover blev seleføringen fra C 126 på grund af den manglende anbringelsesmulighed på den manglende B-søjle overført til C124.
Ved tagafslutningen gik man nye veje: Tagets indvendige beklædning var i ét stykke under bagruden, hvilket kom bagsædepassagerernes sikkerhed og komfort til gode: I tilfælde af fare var der ingen stål- hhv. rudekanter i hovedområdet. Og da taget på trods af coupéformen gik skråt ned bagtil, fik bagsædepassagererne også mere hovedplads end man normalt ville forvente i en coupé. Overlapningsområdet kunne kendes på en mørk stribe på ruderne.
Coupéen fandtes i fem forskellige versioner: E 200, 220 CE/E 220, 230 CE, 300 CE og 300 CE-24 hhv. E 320. Derudover fandtes AMG-modellen E 36 AMG, og modellen kunne også fås med Sportline-pakke.

### Cabriolet (A124)
300 CE-24 Cabriolet, en yderligere karrosserivariant af type 124, blev præsenteret i september 1991 på Frankfurt Motor Show. Cabrioleten (A124) blev udviklet på grundlag af coupéen (C124). Ca 1.000 dele var modificeret eller nykonstruerede. Visse bærende plader måtte laves af bedre materialer.
Cabrioleten kom i Tyskland (og andre kontinentaleuropæiske lande) på markedet i slutningen af 1991, i første omgang udelukkende med den i andre modeller netop udgåede 3,0-liters 24V-motor som 300 CE-24. I Nordamerika, Japan og på de britiske øer kom cabrioleten på markedet i oktober 1992 udelukkende med den nye 3,2-litersmotor som 320 CE (i Japan samt som højrestyret i Storbritannien og Irland) hhv. 300 CE (i USA og Canada). Alle tre versioner blev kun bygget frem til MOPF 2 i 1993 og kunne kendes på kromgrillen.
Med MOPF 2 blev de hidtidige sekscylindermodeller over hele verden afløst af E 320, hvor cabrioleten nu (med undtagelse af Nordamerika og Japan) også kunne fås med firecylindrede motorer, nemlig som E 200 i Sydeuropa (fra 1994 også i Tyskland) og E 220 i øvrige lande.
E-Klasse cabriolet blev mellem oktober 1996 og juli 1997 også solgt som specialmodel Final Edition (kode 907), som adskilte sig fra standardversionen gennem sort/brune træindlæg. Som ekstraudstyr kunne der (ligesom tidligere på E 500) leveres skifergrå træindlæg (i stedet for de i øvrige versioner benyttede rød/brune træindlæg). Cabrioleten fandtes kun med sort læderudstyr (i stedet for de hidtil også valgbare andre læderfarver beige hhv. Champignon, brun hhv. Brasil, grå eller blå). Derudover havde modellen manuelt klimaanlæg, sænkning og AMG-alufælge. Denne specialmodel var mindre individuel, og dermed også billigere end de ellers til sidst solgte biler med selvvalgt kombination af farve og ekstraudstyr. Der blev i alt fremstillet 1.390 cabrioleter af Final Edition, heraf 570 E 200, 654 E 220 og 166 E 320.
Den udenfor Nordamerika solgte og i 68 eksemplarer (heraf 14 højrestyrede til Storbritannien) fremstillede E 36 AMG var en AMG-model på basis af E 320, dog med tunet AMG-motor, efter at forgængeren kunne bestilles over Daimler-Benz' forhandlernet som 300 CE-24 3.4 AMG. Den 4. juli 1997 blev produktionen af E-klasse cabriolet afsluttet. Eksporten til Amerika blev dog allerede indstillet i 1995.
Af de 33.968 fremstillede cabrioleter var
- 6.922 E 200,
- 8.458 E 220,
- 6.359 300 CE-24 (inkl. 3.4 AMG),
- 766 300 CE (med 3,2-litersmotor) og
- 11.463 E 320 (inkl. 320 CE og E 36 AMG).

Der blev eksporteret 15.247 cabrioleter, heraf alene 6.140 sekscylindermodeller til USA og 1.360 højrestyrede modeller til Storbritannien (og yderligere 310 til Australien). De til Japan eksporterede eksemplarer var, på trods af deres venstrekørsel, venstrestyrede. På Frankfurt Motor Show 1997 blev CLK-klassen på basis af den mindre C-klasse præsenteret som efterfølger.

### Teknik og opdateringer
Designet på type 124 viste et familieslægtskab med den mindre type 201, men havde også egne formelementer som her blev benyttet for første gang og havde både saglig og funktionel baggrund. Ansvarlige for denne formgivning var Bruno Sacco, Joseph Gallitzendörfer og Peter Pfeiffer. Den karakteristiske bagende, som var kantet bagtil og på overkanterne på siderne stærkt afrundet, bidrog til luftmodstanden. Disse aerodynamiske optimeringer førte til en luftmodstandskoefficent (cW-værdi), som ved introduktionen i 1984 alt efter type lå på mellem 0,29 og 0,30 (på senere versioner op til 0,26). Dette undergik konkurrenten Audi 100 fra 1982, som havde 0,30. Derudover var type 124 80 til 135 kg lettere end forgængeren 123. Dette og den lave luftmodstand forbedrede præstationerne og reducerede brændstofforbruget.
Yderligere to typiske designtræk var den trapezformede, langt nedadgående bagagerumsklap og de skrå inderkanter på de næsten kvadratisk designede baglygter. Dette muliggjorde en meget lavtliggende læssekant på det store bagagerum.
Tiden med store forskelle mellem de stærke sekscylindrede modeller og de firecylindrede modeller med mere moderat ydelse var forbi i 1984. Dette blev tydeliggjort af udstyret i type 124: Udvendigt var alle versioner stort set ens. Forskellene lå kun i støddæmperne, som på sekscylindermodellerne var tofløjede og frontskørterne, som på 300 D og versioner med klimaanlæg havde lamelagtige luftindtagsslidser.
Undervognen lignede i store træk meget den i den mindre type 201. Bagakseldifferentialet var dog ikke skruet direkte på bagakselbæreren, men derimod fastgjort med gummidele for at dæmpe støjniveauet. Undervognen udmærkede sig med næsten neutrale køreegenskaber i grænsesituationer.
Undersiden af motorrummet var beklædt, og dieselmodellerne havde, ligesom 190 D, fuldt indkapslet motorrum. Køleluften kom ind i motorrummet gennem køleren og ud igen gennem termostatstyrede klapper.
Specielt sikkerhedsudstyr beskyttede passagerer og fører. Ligesom normalt hos Mercedes-Benz, kom der flere nyheder på sikkerhedssiden i løbet af modellens levetid. Fra 1988 var ABS-bremser standardudstyr og fra 1992 førerairbag, senere også passagerairbag. Den længdevariable enarmede visker, som viskede 86% af forruden, og bagakslen var yderligere nyheder på sikkerhedssiden (som første gang kom i den i 1982 introducerede type 201). Bilen fik kort efter faceliftet i 1993 (MOPF 2) centrallåsesystem med infrarød styring til at lukke ruderne og skydetaget, hvilket indtil da blev gjort ved at fastholde nøglen i længere tid ved låsning.
Fra september 1985 kunne alle benzinmodellerne, med undtagelse af type 200 med karburator, som ekstraudstyr leveres med reguleret udstødningsrensningssystem med trevejskatalysator. Alternativet var den såkaldte "RÜF"-version, hvor bilen blev leveret uden katalysator og lambdasonde, men med det multifunktionelle brændstofblandings- og tændingssystem (MF-system). Dermed var det til en hver tid muligt at eftermontere en reguleret katalysator. Fra september 1986 fandtes også karburatormodellen med udstødningsrensningssystem. På dette tidspunkt blev reguleret katalysator også standardudstyr på alle Mercedes-Benz personbiler med benzinmotor. Mod merpris leverbare nyheder var også det automatiske spærredifferentiale (ASD) og firehjulstrækket 4MATIC.
I starten klagede specielt taxichauffører over kvalitetsmangler på dieselversioner med manuelt gear ("Bonanza-effekten"; at bilen gik ud ved gearskift), som forsvandt i 1989. Ligesom før var modellen med automatgear den komfortable, som − ligesom den manuelle sportsgearkasse − var ekstraudstyr til de fleste motorvarianter. For kvaliteten af denne model taler mange kørte kilometre for taxier og antallet af biler, som i dag stadigvæk er i trafik.

### Facelift
I september 1989 præsenterede Mercedes-Benz på Frankfurt Motor Show en faceliftet udgave, internt hos Mercedes-Benz kaldt "MOPF 1".
Den faceliftede model kunne kendes på de stilistiske modifikationer og den nydesignede kabine. Det mest iøjnefaldende kendetegn var sidebeskyttelseslisterne med indbygget beklædning, som to år forinden var blevet introduceret på coupéversionerne. På deres overkant var der nu smalle pyntelister af poleret ædelstål, som fortsattes på oversiden af front- og hækskørterne og havde kromglans i diskret form. Dertil kom forkromede pyntestave på dørhåndtagene og modificerede hjulkapsler, hvor Mercedes-stjernen og en smal pyntering ligeledes var forkromede. En yderligere nyhed var de i bilens farve sidespejlshuse. Til udstyrsomfanget hørte ud over strammere afstemte fjedre og støddæmpere et modificeret kabineudstyr med læderrat og -gearknop samt forbedrede enkeltsæder med talrige detailforbedringer.
Til alle versioner af type 124 med undtagelse af 4MATIC-modellerne kunne der fra september leveres en fra kompaktklassemodellerne kendt Sportline-pakke som ekstraudstyr. Udvendige kendetegn var sportsundervognen med brede dæk af dimension 205/60 R 15 på alu- eller stålfælge 7 J x 15 og et tydeligt sænket karrosseri.
Det ændrede type 124-program bød også på fem nye versioner. Dermed kunne sedan, coupé og T-model nu også fås med en 3,0-liters sekscylindret motor med fireventilteknik hentet fra sportsvognen 300 SL-24. Typerne 300 E-24, 300 CE-24 og 300 TE-24 kunne på grund af de ændrede indbygningsforhold ikke have samme katalysatortværsnit som SL. Dermed ydede motoren i type 124 162 kW (220 hk) i stedet for de i SL 170 kW (231 hk).
Som fjerde karrosserivariant introducerede Mercedes-Benz på Frankfurt Motor Show en limousine med forlænget akselafstand. Serieproduktionen af denne model begyndte i maj 1990.
Den fik betegnelsen V124. Efter en pause på fire år kom der dermed igen en lang version i modelprogrammet. Denne lange opbygning var udviklet i samarbejde med firmaet Binz i Lorch. Akselafstanden var øget med 80 cm til 3,6 m, og også totallængden steg med samme mål. I modsætning til forgængerne havde modellerne 250 D Lang og 260 E Lang seks døre og et rigtigt midtersæde, som i sædedybde og lændehøjde kom ret tæt på bagsædet. I 1992 blev 260 E Lang afløst af 280 E Lang.

### Nye fireventilede motorer og omdøbning til E-klasse
En ny generation benzinmotorer (type 200, 220, 280 og 320) med fire ventiler pr. cylinder blev benyttet fra slutningen af 1992, så der var en overgangsfase på knapt et halvt år inden faceliftet, hvor der fandtes modellerne 200 E/TE, 220 E/TE/CE, 280 E/TE og 320 E/TE/CE, senere E 220, E 220 T etc. Modellerne 230 E, 260 E, 300 E og 300 E-24 udgik. Effekten på 320 E's 24V-motor var med 220 hk den samme som i forgængeren 300 E-24, men med forbedret drejningsmoment.
Også nogle af dieselmodellerne blev lavet om til fireventilere: Basismodellen, den firecylindrede 200 D, forblev en toventiler, mens 250 D og 300 D's sugedieselmotorer (fem- hhv. sekscylindrede) fik fireventilede topstykker hvilket førte til moderate effektstigninger. Ulempen ved de fireventilede dieselmotorer var den mere komplekse indsugningsbro, som gjorde det sværere at skifte gløderørene. 250 Turbodiesel og 300 Turbodiesel blev ligesom 200 D ikke ændrede, og forblev toventilere frem til modelskiftet.
De i denne fase byggede type 124'ere hører til de mest eftertragtede normale biler, udstyret med de mere moderne, stærkere og mere sparsomme motorer, og mindre rustfølsomme.
I juli 1993 opstod E-klassen med "MOPF 2". Fra da af stod der "E" i starten af hver modelbetegnelse, også på dieselmodellerne (f.eks. E 200 Diesel). Kølergrillen og bagenden blev modificerede og stjernen flyttet fra kølergrillen op i motorhjelmen. Farven på blinklygterne fortil og bagtil blev ændret fra gul til hvid hhv. grå. Også i kabinen blev f.eks. askebæger og kontakter ændret.

### Indføring af vandbaserede lakker
Næsten samtidig med MOPF 2 omstillede fabrikkerne i Sindelfingen og Bremen sig til vandbaserede lakker. På grund af i starten for lange rengøringscyklusser blev lakbadene blandet med bakterier. De med forurenede lakker korrosionsbeskyttede karrosserier viste sig i følgeårene som mere rustfølsomme. Biler, som kort efter rengøring blev behandlet i lakbadet (altså før ny forurening) viste derimod en god lakkvalitet.

### Afslutning af produktionen
I midten af 1995 blev produktionen af sedanen indstillet i Tyskland på grund af introduktionen af efterfølgeren type 210. Modellerne E 220 og E 250 Diesel blev dog bygget videre i Pune, Indien fra 1995.
T-modellen blev fortsat bygget i Bremen frem til juni 1996, coupéerne til slutningen af 1996 og cabrioleterne hos Karmann frem til juli 1997. Cabrioleter og coupéer blev herefter ikke længere bygget på basis af E-klassen før 2009, men derimod afløst af den på C-klassen baserede CLK-klasse.

## Tekniske data
Talrige motorer i type 124 var nyudviklede; dette gjaldt for eksempel de sekscylindrede indsprøjtningsmotorer af type M 103 på 2,6 og 3,0 liter i versionerne 260 E (122 kW/166 hk, senere 118 kW/160 hk) og 300 E (138 kW/188 hk, senere 132 kW/180 hk). Til den nye dieselmotorgeneration hørte alle tre motorer i type 124. OM 601-motoren i type 200 D (53 kW/72 hk, senere 55 kW/75 hk) gjorde med samme ydelsesdata ligeledes tjeneste i den mindre 190 D. Nye i type 124 var den femcylindrede OM 602 på 2,5 liter i 250 D (66 kW/90 hk, senere 69 kW/94 hk) og den sekscylindrede OM 603 på 3,0 liter i 300 D (80 kW/109 hk, senere 83 kW/113 hk). De firecylindrede benzinmotorer i type 200 (80 kW/109 hk, senere 77 kW/105 hk) og 230 E (100 kW/136 hk, senere 97 kW/132 hk) var overtaget fra forgængeren type 123 og hørte til motorfamilien M 102, hvorfra også motoren i 200 E (90 kW/122 hk, senere 87 kW/118 hk) stammede. De let modificerede V8-motorer af type M 119 i 5,0-litersudgaven var overtaget fra SL i 500 E (240 kW/326 hk) og fra 1992 fra S-klassen i type 400 E (205 kW/279 hk) på 4,2 liter.

### Benzinmotorer
|                                                | 200 200 T                                                                         | 200 200 T                                                                         | 200 200 T                                                                          | 200 200 T                                                                          | 200 E 200 TE                                                                      | 200 E 200 TE                                                                                        | 200 E 200 TE 200 CE                                                                                 | 200 E 200 TE 200 CE | E 200 E 200 T E 200 Coupé E 200 Cabriolet                                                                                 | 220 E 220 TE 220 CE | E 220 E 220 T E 220 Coupé E 220 Cabriolet                                                                                 | 230 E 230 TE 230 CE                                                               | 230 E 230 TE 230 CE                                                                                            | 230 E 230 TE 230 CE                                                                                             |
| Byggeår                                        | 1984–1986 1985–1986                                                               | 1986–1989                                                                         | 1986–1989                                                                          | 1989–1990                                                                          | 1985–1989                                                                         | 1988–1989                                                                                           | 1989–1992 1990–1992                                                                                 | 1992–1993 | 1993–1995 1993–1996 1993–1997                                                                                             | 1992–1993 | 1993–1995 1993–1996 1993–1997                                                                                             | 1984–1986 1985–1986                                                               | 1986–1989 1987–1989                                                                                            | 1989–1992 |
| Motordata                                      |                                                                                   |                                                                                   |                                                                                    |                                                                                    |                                                                                   | | | | | | |                                                                                   | | |
| Motorkode                                      | M 102 V 20                                                                        | M 102 V 20                                                                        | M 102 V 20                                                                         | M 102 V 20                                                                         | M 102 E 20                                                                        | M 102 E 20                                                                                          | M 102 E 20                                                                                          | M 111 E 20 | M 111 E 20 | M 111 E 22 | M 111 E 22 | M 102 E 23                                                                        | M 102 E 23 | M 102 E 23 |
| Motortype                                      | R4-benzinmotor                                                                    | R4-benzinmotor                                                                    | R4-benzinmotor                                                                     | R4-benzinmotor                                                                     | R4-benzinmotor                                                                    | R4-benzinmotor                                                                                      | R4-benzinmotor                                                                                      | R4-benzinmotor | R4-benzinmotor | R4-benzinmotor | R4-benzinmotor | R4-benzinmotor                                                                    | R4-benzinmotor                                                                                                 | R4-benzinmotor                                                                                                  |
| Antal ventiler pr. cylinder                    | 2                                                                                 | 2                                                                                 | 2                                                                                  | 2                                                                                  | 2                                                                                 | 2                                                                                                   | 2                                                                                                   | 4 | 4 | 4 | 4 | 2                                                                                 | 2 | 2 |
| Ventilstyring                                  | OHC, kæde                                                                         | OHC, kæde                                                                         | OHC, kæde                                                                          | OHC, kæde                                                                          | OHC, kæde                                                                         | OHC, kæde                                                                                           | OHC, kæde                                                                                           | DOHC, kæde | DOHC, kæde | DOHC, kæde | DOHC, kæde | OHC, kæde                                                                         | OHC, kæde | OHC, kæde |
| Fødesystem                                     | Karburator                                                                        | Karburator                                                                        | Karburator                                                                         | Karburator                                                                         | Multipoint                                                                        | Multipoint                                                                                          | Multipoint                                                                                          | Multipoint | Multipoint | Multipoint | Multipoint | Multipoint                                                                        | Multipoint | Multipoint |
| Trykladning                                    | –                                                                                 | –                                                                                 | –                                                                                  | –                                                                                  | –                                                                                 | –                                                                                                   | –                                                                                                   | – | – | – | – | –                                                                                 | – | – |
| Køling                                         | Vandkøling                                                                        | Vandkøling                                                                        | Vandkøling                                                                         | Vandkøling                                                                         | Vandkøling                                                                        | Vandkøling                                                                                          | Vandkøling                                                                                          | Vandkøling | Vandkøling | Vandkøling | Vandkøling | Vandkøling                                                                        | Vandkøling | Vandkøling |
| Boring × slaglængde                            | 80,25 × 89,00 mm                                                                  | 80,25 × 89,00 mm                                                                  | 80,25 × 89,00 mm                                                                   | 80,20 × 89,00 mm                                                                   | 80,25 × 89,00 mm                                                                  | 80,25 × 89,00 mm                                                                                    | 80,20 × 89,00 mm                                                                                    | 89,90 × 78,70 mm | 89,90 × 78,70 mm | 89,90 × 86,60 mm | 89,90 × 86,60 mm | 80,25 × 95,50 mm                                                                  | 80,25 × 95,50 mm                                                                                               | 80,20 × 95,50 mm                                                                                                |
| Slagvolume                                     | 1997 cm³                                                                          | 1997 cm³                                                                          | 1997 cm³                                                                           | 1996 cm³                                                                           | 1997 cm³                                                                          | 1997 cm³                                                                                            | 1996 cm³                                                                                            | 1998 cm³ | 1998 cm³ | 2199 cm³ | 2199 cm³ | 2299 cm³                                                                          | 2299 cm³ | 2298 cm³ |
| Kompressionsforhold                            | 9,1:1                                                                             | 9,1:1                                                                             | 9,1:1                                                                              | 9,1:1                                                                              | 9,1:1                                                                             | 9,1:1                                                                                               | 9,1:1                                                                                               | 9,6:1 | 9,6:1 | 10,0:1 | 10,0:1 | 9,0:1                                                                             | 9,0:1 | 9,0:1 |
| Maks. effekt ved omdr./min.                    | 80 kW (109 hk) /5200                                                              | 80 kW (109 hk) /5500                                                              | 77 kW (105 hk) /5500                                                               | 77 kW (105 hk) /5500                                                               | 90 kW (122 hk) /5100                                                              | 87 kW (118 hk) /5200                                                                                | 87 kW (118 hk) /5100                                                                                | 100 kW (136 hk) /5500 | 100 kW (136 hk) /5500 | 110 kW (150 hk) /5500 | 110 kW (150 hk) /5500 | 100 kW (136 hk) /5100                                                             | 97 kW (132 hk) /5100                                                                                           | 97 kW (132 hk) /5100                                                                                            |
| Maks. drejningsmoment ved omdr./min.           | 170 Nm /2500                                                                      | 165 Nm /3000                                                                      | 160 Nm /3000                                                                       | 158 Nm /3500                                                                       | 178 Nm /3500                                                                      | 172 Nm /3500                                                                                        | 172 Nm /3500                                                                                        | 190 Nm /4000 | 190 Nm /4000 | 210 Nm /4000 | 210 Nm /4000 | 205 Nm /3500                                                                      | 198 Nm /3500                                                                                                   | 198 Nm /3500 |
| Kraftoverførsel                                |                                                                                   |                                                                                   |                                                                                    |                                                                                    |                                                                                   | | | | | | |                                                                                   | | |
| Drivende hjul                                  | Baghjul                                                                           | Baghjul                                                                           | Baghjul                                                                            | Baghjul                                                                            | Baghjul                                                                           | Baghjul                                                                                             | Baghjul                                                                                             | Baghjul | Baghjul | Baghjul | Baghjul | Baghjul                                                                           | Baghjul | Baghjul |
| Gearkasse, standardudstyr (ekstraudstyr)       | 4-trins manuel (5-trins manuel/ 4-trins automatisk)                               | 4-trins manuel (5-trins manuel/ 4-trins automatisk)                               | 4-trins manuel (5-trins manuel/ 4-trins automatisk)                                | 4-trins manuel (5-trins manuel/ 4-trins automatisk)                                | 4-trins manuel (5-trins manuel/ 4-trins automatisk)                               | 4-trins manuel (5-trins manuel/ 4-trins automatisk)                                                 | 4-trins manuel (5-trins manuel/ 4-trins automatisk)                                                 | 5-trins manuel (4-trins automatisk)                                                                                       | 5-trins manuel (4-trins automatisk)                                                                                       | 5-trins manuel (4-trins automatisk)                                                                                       | 5-trins manuel (4-trins automatisk)                                                                                       | 4-trins manuel (5-trins manuel/ 4-trins automatisk                                | 4-trins manuel (5-trins manuel/ 4-trins automatisk                                                             | 4-trins manuel (5-trins manuel/ 4-trins automatisk                                                              |
| Præstationer                                   |                                                                                   |                                                                                   |                                                                                    |                                                                                    |                                                                                   | | | | | | |                                                                                   | | |
| Topfart                                        | Sedan: 187 km/t (187 km/t/ 182 km/t) T-model: 175 km/t (175 km/t/ 170 km/t)       | Sedan: 187 km/t (187 km/t/ 182 km/t) T-model: 175 km/t (175 km/t/ 170 km/t)       | Sedan: 185 km/t (185 km/t/ 180 km/t) T-model: 173 km/t (173 km/t/ 168 km/t)        | Sedan: 185 km/t (185 km/t/ 180 km/t) T-model: 173 km/t (173 km/t/ 168 km/t)        | Sedan: 195 km/t (195 km/t/ 190 km/t) T-model: 182 km/t (182 km/t/ 177 km/t)       | Sedan: 193 km/t (193 km/t/ 188 km/t) T-model: 180 km/t (180 km/t/ 175 km/t) Coupé: 193 km/t         | Sedan: 193 km/t (193 km/t/ 188 km/t) T-model: 180 km/t (180 km/t/ 175 km/t) Coupé: 193 km/t         | Sedan: 200 km/t (195 km/t) T-model: 188 km/t (183 km/t) Coupé: 200 km/t (195 km/t) Cabriolet: 200 km/t (195 km/t)         | Sedan: 200 km/t (195 km/t) T-model: 188 km/t (183 km/t) Coupé: 200 km/t (195 km/t) Cabriolet: 200 km/t (195 km/t)         | Sedan: 210 km/t (205 km/t) T-model: 198 km/t (193 km/t) Coupé: 210 km/t (205 km/t) Cabriolet: 210 km/t (205 km/t)         | Sedan: 210 km/t (205 km/t) T-model: 198 km/t (193 km/t) Coupé: 210 km/t (205 km/t) Cabriolet: 210 km/t (205 km/t)         | Sedan: 203 km/t (203 km/t/ 198 km/t) T-model: 190 km/t (190 km/t/ 185 km/t)       | Sedan: 200 km/t (200 km/t/ 195 km/t) T-model: 188 km/t (188 km/t/ 183 km/t) Coupé: 200 km/t (195 km/t)         | Sedan: 200 km/t (200 km/t/ 195 km/t) T-model: 188 km/t (188 km/t/ 183 km/t) Coupé: 200 km/t (195 km/t)          |
| Acceleration 0-100 km/t                        | Sedan: 12,6 sek. (12,6 sek./ 13,1 sek.) T-model: 13,6 sek. (13,6 sek./ 14,0 sek.) | Sedan: 12,6 sek. (12,6 sek./ 13,1 sek.) T-model: 13,6 sek. (13,6 sek./ 14,0 sek.) | Sedan: 13,0 sek. (13,0 sek./ 13,5 sek.) T-model: 14,0 sek. (14,0 sek./ 14,5 sek.)  | Sedan: 13,0 sek. (13,0 sek./ 13,5 sek.) T-model: 14,0 sek. (14,0 sek./ 14,5 sek.)  | Sedan: 11,4 sek. (11,4 sek./ 11,8 sek.) T-model: 12,4 sek. (12,4 sek./ 12,5 sek.) | Sedan: 12,0 sek. (12,0 sek./ 12,3 sek.) T-model: 12,9 sek. (12,9 sek./ 13,1 sek.) Coupé: 12,5 sek.  | Sedan: 12,0 sek. (12,0 sek./ 12,3 sek.) T-model: 12,9 sek. (12,9 sek./ 13,1 sek.) Coupé: 12,5 sek.  | Sedan: 11,5 sek. (12,0 sek.) T-model: 11,6 sek. (12,1 sek.) Coupé: 11,5 sek. (12,0 sek.) Cabriolet: 13,3 sek. (13,9 sek.) | Sedan: 11,5 sek. (12,0 sek.) T-model: 11,6 sek. (12,1 sek.) Coupé: 11,5 sek. (12,0 sek.) Cabriolet: 13,3 sek. (13,9 sek.) | Sedan: 10,6 sek. (10,6 sek.) T-model: 10,8 sek. (11,1 sek.) Coupé: 10,6 sek. (10,6 sek.) Cabriolet: 11,9 sek. (12,4 sek.) | Sedan: 10,6 sek. (10,6 sek.) T-model: 10,8 sek. (11,1 sek.) Coupé: 10,6 sek. (10,6 sek.) Cabriolet: 11,9 sek. (12,4 sek.) | Sedan: 10,6 sek. (10,6 sek./ 10,6 sek.) T-model: 10,9 sek. (10,9 sek./ 10,4 sek.) | Sedan: 10,6 sek. (10,6 sek./ 10,6 sek.) T-model: 11,4 sek. (11,4 sek./ 10,6 sek.) Coupé: 10,6 sek. (10,6 sek.) | Sedan: 11,3 sek. (11,1 sek./ 12,1 sek.) T-model: 11,4 sek. (11,8 sek./ 11,5 sek.) Coupé: 11,1 sek. (11,2 sek.)  |
| Brændstofforbrug pr. 100 km ved blandet kørsel | Sedan: 8,8 liter (8,3 liter/ 9,1 liter) T-model: 9,6 liter (9,2 liter/ 9,9 liter) | Sedan: 8,7 liter (8,2 liter/ 9,0 liter) T-model: 9,4 liter (9,0 liter/ 9,7 liter) | Sedan: 9,1 liter (8,6 liter/ 9,4 liter) T-model: 9,9 liter (9,4 liter/ 10,1 liter) | Sedan: 9,1 liter (8,6 liter/ 9,4 liter) T-model: 9,9 liter (9,4 liter/ 10,1 liter) | Sedan: 8,8 liter (8,4 liter/ 9,0 liter) T-model: 9,3 liter (9,0 liter/ 9,7 liter) | Sedan: 9,1 liter (8,7 liter/ 9,4 liter) T-model: 9,9 liter (9,3 liter/ 10,1 liter) Coupé: 8,6 liter | Sedan: 9,1 liter (8,7 liter/ 9,4 liter) T-model: 9,9 liter (9,3 liter/ 10,1 liter) Coupé: 8,6 liter | Sedan: 8,6 liter (9,0 liter) T-model: 9,2 liter (9,6 liter) Coupé: 8,7 liter (9,0 liter) Cabriolet: 8,8 liter (9,1 liter) | Sedan: 8,6 liter (9,0 liter) T-model: 9,2 liter (9,6 liter) Coupé: 8,7 liter (9,0 liter) Cabriolet: 8,8 liter (9,1 liter) | Sedan: 8,7 liter (8,9 liter) T-model: 9,6 liter (9,7 liter) Coupé: 8,9 liter (8,9 liter) Cabriolet: 9,0 liter (9,0 liter) | Sedan: 8,7 liter (8,9 liter) T-model: 9,6 liter (9,7 liter) Coupé: 8,9 liter (8,9 liter) Cabriolet: 9,0 liter (9,0 liter) | Sedan: 8,8 liter (8,7 liter/ 8,9 liter) T-model: 9,5 liter (9,0 liter/ 9,8 liter) | Sedan: 9,2 liter (9,1 liter/ 9,5 liter) T-model: 9,9 liter (9,4 liter/ 9,8 liter) Coupé: 8,7 liter (9,5 liter) | Sedan: 9,2 liter (9,1 liter/ 9,5 liter) T-model: 9,9 liter (9,8 liter/ 10,2 liter) Coupé: 9,2 liter (9,5 liter) |
| CO2-udslip ved blandet kørsel                  | Sedan: 209 g/km (197 g/km/ 216 g/km) T-model: 228 g/km (218 g/km/ 235 g/km)       | Sedan: 206 g/km (194 g/km/ 213 g/km) T-model: 223 g/km (213 g/km/ 230 g/km)       | Sedan: 216 g/km (204 g/km/ 223 g/km) T-model: 235 g/km (223 g/km/ 239 g/km)        | Sedan: 216 g/km (204 g/km/ 223 g/km) T-model: 235 g/km (223 g/km/ 239 g/km)        | Sedan: 219 g/km (199 g/km/ 213 g/km) T-model: 220 g/km (213 g/km/ 230 g/km)       | Sedan: 216 g/km (206 g/km/ 223 g/km) T-model: 235 g/km (220 g/km/ 239 g/km) Coupé: 204 g/km         | Sedan: 216 g/km (206 g/km/ 223 g/km) T-model: 235 g/km (220 g/km/ 239 g/km) Coupé: 204 g/km         | Sedan: 204 g/km (213 g/km) T-model: 218 g/km (228 g/km) Coupé: 206 g/km (213 g/km) Cabriolet: 209 g/km (216 g/km)         | Sedan: 204 g/km (213 g/km) T-model: 218 g/km (228 g/km) Coupé: 206 g/km (213 g/km) Cabriolet: 209 g/km (216 g/km)         | Sedan: 206 g/km (211 g/km) T-model: 228 g/km (230 g/km) Coupé: 211 g/km (211 g/km) Cabriolet: 213 g/km (213 g/km)         | Sedan: 206 g/km (211 g/km) T-model: 228 g/km (230 g/km) Coupé: 211 g/km (211 g/km) Cabriolet: 213 g/km (213 g/km)         | Sedan: 209 g/km (206 g/km/ 211 g/km) T-model: 225 g/km (213 g/km/ 232 g/km)       | Sedan: 218 g/km (216 g/km/ 225 g/km) T-model: 235 g/km (223 g/km/ 232 g/km) Coupé: 206 g/km (225 g/km)         | Sedan: 218 g/km (216 g/km/ 225 g/km) T-model: 235 g/km (232 g/km/ 242 g/km) Coupé: 218 g/km (225 g/km)          |
| Udstødningsnorm efter EU-klassifikation        | Euro0                                                                             | Euro0                                                                             | Euro1                                                                              | Euro1                                                                              | Euro1                                                                             | Euro1                                                                                               | Euro1                                                                                               | Euro1/Euro2 | Euro1/Euro2 | Euro1/Euro2 | Euro1/Euro2 | Euro1                                                                             | Euro1 | Euro1 |
| Bemærkninger                                   |                                                                                   |                                                                                   |                                                                                    |                                                                                    |                                                                                   | | | | | | |                                                                                   | | |
|                                                | Ikke egnet til E10-brændstof                                                      | Ikke egnet til E10-brændstof                                                      | Ikke egnet til E10-brændstof                                                       | Ikke egnet til E10-brændstof                                                       | Ikke egnet til E10-brændstof                                                      | | | | | | | Ikke egnet til E10-brændstof                                                      | | |
| 1. 2. 3. 4. 5. 6. 7. 8.                        |                                                                                   |                                                                                   |                                                                                    |                                                                                    |                                                                                   | | | | | | |                                                                                   | | |

|                                                | 260 E                                          | 260 E 260 E Lang                                            | 260 E 4MATIC                                   | 260 E 4MATIC                                   | 280 E 280 E Lang 280 TE                                                                                               | E 280 E 280 Lang E 280 T                                                                                              | 300 E 300 TE                                                   | 300 E 300 TE 300 CE                                                                                         | 300 E 4MATIC 300 TE 4MATIC                                      | 300 E 4MATIC 300 TE 4MATIC                                                                        | E 300 4MATIC E 300 T 4MATIC           | 300 E-24 300 TE-24 300 CE-24 300 CE-24 Cabriolet | 320 E 320 TE 320 CE 320 CE Cabriolet | E 320 E 320 T E 320 Coupé E 320 Cabriolet | 300 CE-24 3.4 AMG Cabriolet | 300 E/TE/CE-24 3.4 AMG                                                                                           | E 36 AMG T E 36 AMG Coupé E 36 AMG Cabriolet                | E 36 AMG T E 36 AMG Coupé E 36 AMG Cabriolet                |
| Byggeår                                        | 1985−1986                                      | 1986−1989 1990−1992                                         | 1987−1989                                      | 1987−1991                                      | 1992−1993 | 1993−1995 1993−1994 1993−1996                                                                                         | 1984−1986 1985−1986                                            | 1986−1992 1987−1992                                                                                         | 1987−1989                                                       | 1987−1993                                                                                         | 1993−1995                             | 1989−1992 1992−1993 | 1992−1993 | 1993−1995 1993−1996 1993−1997 | 1992−1993                   | 1991−1993 | 1993−1994                                                   | 1994−1996 1994−1997                                         |
| Motordata                                      |                                                |                                                             |                                                |                                                | | |                                                                | |                                                                 |                                                                                                   |                                       | | | |                             | |                                                             |                                                             |
| Motorkode                                      | M 103 E 26                                     | M 103 E 26                                                  | M 103 E 26                                     | M 103 E 26                                     | M 104 E 28 | M 104 E 28 | M 103 E 30                                                     | M 103 E 30                                                                                                  | M 103 E 30                                                      | M 103 E 30                                                                                        | M 103 E 30                            | M 104 E 30 | M 104 E 32 | M 104 E 32 | M 104 E 34                  | M 104 E 34 | M 104 E 36                                                  | M 104 E 36                                                  |
| Motortype                                      | R6-benzinmotor                                 | R6-benzinmotor                                              | R6-benzinmotor                                 | R6-benzinmotor                                 | R6-benzinmotor | R6-benzinmotor | R6-benzinmotor                                                 | R6-benzinmotor                                                                                              | R6-benzinmotor                                                  | R6-benzinmotor                                                                                    | R6-benzinmotor                        | R6-benzinmotor | R6-benzinmotor | R6-benzinmotor | R6-benzinmotor              | R6-benzinmotor                                                                                                   | R6-benzinmotor                                              | R6-benzinmotor                                              |
| Antal ventiler pr. cylinder                    | 2                                              | 2                                                           | 2                                              | 2                                              | 4 | 4 | 2                                                              | 2 | 2                                                               | 2                                                                                                 | 2                                     | 4 | 4 | 4 | 4                           | 4 | 4                                                           | 4                                                           |
| Ventilstyring                                  | OHC, kæde                                      | OHC, kæde                                                   | OHC, kæde                                      | OHC, kæde                                      | DOHC, kæde | DOHC, kæde | OHC, kæde                                                      | OHC, kæde                                                                                                   | OHC, kæde                                                       | OHC, kæde                                                                                         | OHC, kæde                             | DOHC, kæde | DOHC, kæde | DOHC, kæde | DOHC, kæde                  | DOHC, kæde | DOHC, kæde                                                  | DOHC, kæde                                                  |
| Fødesystem                                     | Multipoint                                     | Multipoint                                                  | Multipoint                                     | Multipoint                                     | Multipoint | Multipoint | Multipoint                                                     | Multipoint                                                                                                  | Multipoint                                                      | Multipoint                                                                                        | Multipoint                            | Multipoint | Multipoint | Multipoint | Multipoint                  | Multipoint | Multipoint                                                  | Multipoint                                                  |
| Trykladning                                    | –                                              | –                                                           | –                                              | –                                              | – | – | –                                                              | – | –                                                               | –                                                                                                 | –                                     | – | – | – | –                           | – | –                                                           | –                                                           |
| Køling                                         | Vandkøling                                     | Vandkøling                                                  | Vandkøling                                     | Vandkøling                                     | Vandkøling | Vandkøling | Vandkøling                                                     | Vandkøling                                                                                                  | Vandkøling                                                      | Vandkøling                                                                                        | Vandkøling                            | Vandkøling | Vandkøling | Vandkøling | Vandkøling                  | Vandkøling | Vandkøling                                                  | Vandkøling                                                  |
| Boring × slaglængde                            | 82,90 × 80,25 mm                               | 82,90 × 80,25 mm                                            | 82,90 × 80,25 mm                               | 82,90 × 80,25 mm                               | 89,90 × 73,50 mm | 89,90 × 73,50 mm | 88,50 × 80,25 mm                                               | 88,50 × 80,25 mm                                                                                            | 88,50 × 80,25 mm                                                | 88,50 × 80,25 mm                                                                                  | 88,50 × 80,25 mm                      | 88,50 × 80,25 mm | 84,00 × 89,90 mm | 84,00 × 89,90 mm |                             | | 91,00 × 92,40 mm                                            | 91,00 × 92,40 mm                                            |
| Slagvolume                                     | 2599 cm³                                       | 2599 cm³                                                    | 2599 cm³                                       | 2599 cm³                                       | 2799 cm³ | 2799 cm³ | 2962 cm³                                                       | 2962 cm³ | 2962 cm³                                                        | 2962 cm³                                                                                          | 2962 cm³                              | 2960 cm³ | 3199 cm³ | 3199 cm³ | 3314 cm³                    | 3314 cm³ | 3606 cm³                                                    | 3606 cm³                                                    |
| Kompressionsforhold                            | 9,2:1                                          | 9,2:1                                                       | 9,2:1                                          | 9,2:1                                          | 10,0:1 | 10,0:1 | 9,2:1                                                          | 9,2:1 | 9,2:1                                                           | 9,2:1                                                                                             | 9,2:1                                 | 10,0:1 | 10,0:1 | 10,0:1 |                             | |                                                             |                                                             |
| Maks. effekt ved omdr./min.                    | 122 kW (166 hk) /5800                          | 118 kW (160 hk) /5800                                       | 122 kW (166 hk) /5800                          | 118 kW (160 hk) /5800                          | 145 kW (197 hk) /5500                                                                                                 | 145 kW (197 hk) /5500                                                                                                 | 138 kW (188 hk) /5700                                          | 132 kW (180 hk) /5700                                                                                       | 138 kW (188 hk) /5700                                           | 132 kW (180 hk) /5700                                                                             | 132 kW (180 hk) /5700                 | 162 kW (220 hk) /6400 | 162 kW (220 hk) /5500 | 162 kW (220 hk) /5500 | 185 kW (252 hk) /5750       | 200 kW (272 hk) /6500                                                                                            | 195 kW (265 hk) /5750                                       | 200 kW (272 hk) /5750                                       |
| Maks. drejningsmoment ved omdr./min.           | 228 Nm /4600                                   | 220 Nm /4600                                                | 228 Nm /4600                                   | 220 Nm /4600                                   | 270 Nm /3750 | 270 Nm /3750 | 260 Nm /4400                                                   | 255 Nm /4400                                                                                                | 260 Nm /4400                                                    | 255 Nm /4400                                                                                      | 255 Nm /4400                          | 265 Nm /4600 | 310 Nm /3750 | 310 Nm /3750 | 330 Nm /4500                | 330 Nm /4500 | 385 Nm /3750−4500                                           | 385 Nm /3750−4500                                           |
| Kraftoverførsel                                |                                                |                                                             |                                                |                                                | | |                                                                | |                                                                 |                                                                                                   |                                       | | | |                             | |                                                             |                                                             |
| Drivende hjul                                  | Baghjul                                        | Baghjul                                                     | Alle                                           | Alle                                           | Baghjul | Baghjul | Baghjul                                                        | Baghjul | Alle                                                            | Alle                                                                                              | Alle                                  | Baghjul | Baghjul | Baghjul | Baghjul                     | Baghjul | Baghjul                                                     | Baghjul                                                     |
| Gearkasse, standardudstyr (ekstraudstyr)       | 5-trins manuel gearkasse (4-trins automatgear) | 5-trins manuel gearkasse (4-trins automatgear)              | 5-trins manuel gearkasse (4-trins automatgear) | 5-trins manuel gearkasse (4-trins automatgear) | 5-trins manuel gearkasse (4-trins automatgear/ 5-trins automatgear)                                                   | 5-trins manuel gearkasse (4-trins automatgear/ 5-trins automatgear)                                                   | 5-trins manuel gearkasse (4-trins automatgear)                 | 5-trins manuel gearkasse (4-trins automatgear)                                                              | 5-trins manuel gearkasse (4-trins automatgear)                  | 5-trins manuel gearkasse/ 4-trins automatgear (4-trins automatgear)                               | 4-trins automatgear                   | 5-trins manuel gearkasse (4-trins automatgear/ 5-trins automatgear)                                                                                       | 5-trins manuel gearkasse (4-trins automatgear/ 5-trins automatgear)                                                                                       | 5-trins manuel gearkasse (4-trins automatgear/ 5-trins automatgear)                                                                                       | 4-trins automatgear         | 4-trins automatgear (5-trins manuel gearkasse/ 5-trins automatgear)                                              | 4-trins automatgear                                         | 4-trins automatgear                                         |
| Præstationer                                   |                                                |                                                             |                                                |                                                | | |                                                                | |                                                                 |                                                                                                   |                                       | | | |                             | |                                                             |                                                             |
| Topfart                                        | Sedan: 218 km/t (213 km/t)                     | Sedan: 215 km/t (210 km/t) Lang: 205 km/t (200 km/t)        | Sedan: 210 km/t (210 km/t)                     | Sedan: 207 km/t (207 km/t)                     | Sedan: 230 km/t (225 km/t/ 225 km/t) Lang: 215 km/t (210 km/t) T-model: 218 km/t (213 km/t/ 213 km/t)                 | Sedan: 230 km/t (225 km/t/ 225 km/t) Lang: 215 km/t (210 km/t) T-model: 218 km/t (213 km/t/ 213 km/t)                 | Sedan: 228 km/t (223 km/t) T-model: 215 km/t (210 km/t)        | Sedan: 225 km/t (220 km/t) T-model: 212 km/t (207 km/t) Coupé: 225 km/t (220 km/t)                          | Sedan: 220 km/t (220 km/t) T-model: 207 km/t (207 km/t)         | Sedan: 217 km/t/ 217 km/t (217 km/t) T-model: 204/205 km/t/ 204 km/t (204 km/t)                   | Sedan: 217 km/t T-model: 204 km/t     | Sedan: 237 km/t (232 km/t/ 232 km/t) T-model: 222 km/t (217 km/t/ 215 km/t) Coupé: 237 km/t (232 km/t/ 232 km/t) Cabriolet: 235 km/t (230 km/t/ 230 km/t) | Sedan: 235 km/t (230 km/t/ 230 km/t) T-model: 222 km/t (220 km/t/ 220 km/t) Coupé: 235 km/t (230 km/t/ 230 km/t) Cabriolet: 235 km/t (230 km/t/ 230 km/t) | Sedan: 235 km/t (230 km/t/ 230 km/t) T-model: 222 km/t (220 km/t/ 220 km/t) Coupé: 235 km/t (230 km/t/ 230 km/t) Cabriolet: 235 km/t (230 km/t/ 230 km/t) | Cabriolet: 250 km/t         | Sedan: 245 km/t (250 km/t/ 250 km/t) T-model: 236 km/t (241 km/t/ 234 km/t) Coupé: 245 km/t (250 km/t/ 250 km/t) | T-model: 240 km/t Coupé: 250 km/t Cabriolet: 250 km/t       | T-model: 240 km/t Coupé: 250 km/t Cabriolet: 250 km/t       |
| Acceleration 0-100 km/t                        | Sedan: 8,7 sek. (9,5 sek.)                     | Sedan: 9,0 sek. (9,8 sek.) Lang: 11,0 sek. (11,3 sek.)      | Sedan: 10,0 sek. (10,5 sek.)                   | Sedan: 10,3 sek. (10,8 sek.)                   | Sedan: 9,1 sek. (8,8 sek./ 8,9 sek.) Lang: 10,2 sek. (10,2 sek.) T-model: 9,1 sek. (8,9 sek./ 8,9 sek.)               | Sedan: 9,1 sek. (8,8 sek./ 8,9 sek.) Lang: 10,2 sek. (10,2 sek.) T-model: 9,1 sek. (8,9 sek./ 8,9 sek.)               | Sedan: 7,9 sek. (8,2 sek.) T-model: 8,2 sek. (8,8 sek.)        | Sedan: 8,2 sek. (8,5 sek.) T-model: 8,4/9,1 sek. (9,0/9,1 sek.) Coupé: 8,1/7,9 sek. (8,5 sek.)              | Sedan: 8,6 sek. (8,8 sek.) T-model: 9,4 sek. (9,6 sek.)         | Sedan: 8,8/8,7 sek./ 9,1 sek. (9,1 sek.) T-model: 9,6/9,7 sek./ 9,8 sek.7 (9,8 sek.)              | Sedan: 9,1 sek. (9,8 sek.)            | Sedan: 8,0 sek. (7,8 sek./ 7,8 sek.) T-model: 8,3 sek. (8,2 sek./ 8,2 sek.) Coupé: 8,0 sek. (7,8 sek./ 7,8 sek.) Cabriolet: 9,0 sek. (8,8 sek./ 8,8 sek.) | Sedan: 8,0 sek. (7,8 sek./ 7,8 sek.) T-model: 8,3 sek. (8,2 sek./ 8,2 sek.) Coupé: 8,0 sek. (7,8 sek./ 7,8 sek.) Cabriolet: 9,0 sek. (8,8 sek./ 8,8 sek.) | Sedan: 8,0 sek. (7,8 sek./ 7,8 sek.) T-model: 8,3 sek. (8,2 sek./ 8,2 sek.) Coupé: 8,0 sek. (7,8 sek./ 7,8 sek.) Cabriolet: 9,0 sek. (8,8 sek./ 8,8 sek.) | Cabriolet: 7,8 sek.         | Sedan: 7,8 sek. (7,4 sek./ 7,6 sek.) T-model: 8,2 sek. (8,0 sek./ 7,9 sek.) Coupé: 7,7 sek. (7,5 sek./ 7,3 sek.) | T-model: 7,2 sek. Coupé: 7,0 sek. Cabriolet: 7,2 sek.       | T-model: 7,2 sek. Coupé: 7,0 sek. Cabriolet: 7,2 sek.       |
| Brændstofforbrug pr. 100 km ved blandet kørsel | Sedan: 9,4 liter (10,1 liter)                  | Sedan: 9,8 liter (10,5 liter) Lang: 11,3 liter (11,0 liter) | Sedan: 10,3 liter (10,7 liter)                 | Sedan: 10,7 liter (11,1 liter)                 | Sedan: 10,7 liter (10,7 liter/ 10,6 liter) Lang: 11,5 liter (11,8 liter) T-model: 11,1 liter (11,1 liter/ 11,3 liter) | Sedan: 10,7 liter (10,7 liter/ 10,6 liter) Lang: 11,5 liter (11,8 liter) T-model: 11,1 liter (11,1 liter/ 11,3 liter) | Sedan: 9,4 liter (10,4 liter) T-model: 10,2 liter (11,2 liter) | Sedan: 9,8/10,9 liter (10,8 liter) T-model: 10,6/11,4 liter (11,6 liter) Coupé: 9,9/10,9 liter (10,8 liter) | Sedan: 10,3 liter (11,0 liter) T-model: 11,0 liter (11,8 liter) | Sedan: 10,6/11,3 liter/ 11,3 liter (11,3 liter) T-model: 11,5/11,9 liter/ 12,3 liter (12,3 liter) | Sedan: 11,3 liter T-model: 12,3 liter | Sedan: 11,0 liter (11,2/11,2 liter) T-model: 11,8 liter (12,1/11,7 liter) Coupé: 11,0 liter (11,2/10,9 liter) Cabriolet: 11,5 liter (11,8/11,4 liter)     | Sedan: 11,0 liter (11,2/11,1 liter) T-model: 11,6 liter (11,8/11,7 liter) Coupé: 11,0 liter (11,2/11,1 liter) Cabriolet: 11,5 liter (11,8/11,4 liter)     | Sedan: 11,0 liter (11,2/11,1 liter) T-model: 11,6 liter (11,8/11,7 liter) Coupé: 11,0 liter (11,2/11,1 liter) Cabriolet: 11,5 liter (11,8/11,4 liter)     | Cabriolet:                  | Sedan: 11,3 liter T-model: 12,0 liter Coupé: 11,3 liter                                                          | T-model: 11,1 liter Coupé: 10,8 liter Cabriolet: 10,9 liter | T-model: 11,1 liter Coupé: 10,8 liter Cabriolet: 10,9 liter |
| CO2-udslip ved blandet kørsel                  | Sedan: 223 g/km (239 g/km)                     | Sedan: 232 g/km (249 g/km) Lang: 268 g/km (261 g/km)        | Sedan: 244 g/km (254 g/km)                     | Sedan: 254 g/km (263 g/km)                     | Sedan: 254 g/km (254 g/km/ 251 g/km) Lang: 273 g/km (280 g/km) T-model: 263 g/km (263 g/km/ 268 g/km)                 | Sedan: 254 g/km (254 g/km/ 251 g/km) Lang: 273 g/km (280 g/km) T-model: 263 g/km (263 g/km/ 268 g/km)                 | Sedan: 223 g/km (247 g/km) T-model: 242 g/km (265 g/km)        | Sedan: 232/258 g/km (256 g/km) T-model: 251/270 g/km (275 g/km) Coupé: 235/258 g/km (256 g/km)              | Sedan: 244 g/km (261 g/km) T-model: 261 g/km (280 g/km)         | Sedan: 251/268 g/km/ 268 g/km (268 g/km) T-model: 273/282 g/km/ 292 g/km (292 g/km)               | Sedan: 268 g/km T-model: 292 g/km     | Sedan: 261 g/km (265 g/km/ 265 g/km) T-model: 280 g/km (287 g/km/ 277 g/km) Coupé: 261 g/km (265 g/km/ 258 g/km) Cabriolet: 273 g/km (280 g/km/ 270 g/km) | Sedan: 261 g/km (265 g/km/ 263 g/km) T-model: 275 g/km (280 g/km/ 277 g/km) Coupé: 261 g/km (265 g/km/ 263 g/km) Cabriolet: 273 g/km (280 g/km/ 270 g/km) | Sedan: 261 g/km (265 g/km/ 263 g/km) T-model: 275 g/km (280 g/km/ 277 g/km) Coupé: 261 g/km (265 g/km/ 263 g/km) Cabriolet: 273 g/km (280 g/km/ 270 g/km) | Cabriolet:                  | | T-model: 263 g/km Coupé: 256 g/km Cabriolet: 258 g/km       | T-model: 263 g/km Coupé: 256 g/km Cabriolet: 258 g/km       |
| Udstødningsnorm efter EU-klassifikation        | Euro1                                          | Euro1                                                       | Euro1                                          | Euro1                                          | Euro1 | Euro1 | Euro1                                                          | Euro1 | Euro1                                                           | Euro1                                                                                             | Euro1                                 | Euro1 | Euro1 | Euro1 | Euro1                       | Euro1 | Euro1                                                       | Euro1                                                       |
| Bemærkninger                                   |                                                |                                                             |                                                |                                                | | |                                                                | |                                                                 |                                                                                                   |                                       | | | |                             | |                                                             |                                                             |
|                                                | Ikke egnet til E10-brændstof                   |                                                             | Ikke egnet til E10-brændstof                   |                                                | | | Ikke egnet til E10-brændstof                                   | | Ikke egnet til E10-brændstof                                    |                                                                                                   |                                       | | | |                             | |                                                             |                                                             |
| 1. 2. 3. 4. 5. 6. 7.                           |                                                |                                                             |                                                |                                                | | |                                                                | |                                                                 |                                                                                                   |                                       | | | |                             | |                                                             |                                                             |

|                                                | 400 E                 | E 420                 | 500 E                 | E 500                 | E 60 AMG              |
| Byggeår                                        | 1991−1993             | 1993−1995             | 1990−1993             | 1993−1995             | 1993−1994             |
| Motordata                                      |                       |                       |                       |                       |                       |
| Motorkode                                      | M 119 E 42            | M 119 E 42            | M 119 E 50            | M 119 E 50            | M 119 E 60            |
| Motortype                                      | V8-benzinmotor        | V8-benzinmotor        | V8-benzinmotor        | V8-benzinmotor        | V8-benzinmotor        |
| Antal ventiler pr. cylinder                    | 4                     | 4                     | 4                     | 4                     | 4                     |
| Ventilstyring                                  | 2 × DOHC, kæde        | 2 × DOHC, kæde        | 2 × DOHC, kæde        | 2 × DOHC, kæde        | 2 × DOHC, kæde        |
| Fødesystem                                     | Multipoint            | Multipoint            | Multipoint            | Multipoint            | Multipoint            |
| Trykladning                                    | –                     | –                     | –                     | –                     | –                     |
| Køling                                         | Vandkøling            | Vandkøling            | Vandkøling            | Vandkøling            | Vandkøling            |
| Boring × slaglængde                            | 92,00 × 78,90 mm      | 92,00 × 78,90 mm      | 96,50 × 85,00 mm      | 96,50 × 85,00 mm      | 100,00 × 94,80 mm     |
| Slagvolume                                     | 4196 cm³              | 4196 cm³              | 4973 cm³              | 4973 cm³              | 5956 cm³              |
| Maks. effekt ved omdr./min.                    | 205 kW (279 hk) /5700 | 205 kW (279 hk) /5700 | 240 kW (326 hk) /5700 | 235 kW (320 hk) /5600 | 280 kW (381 hk) /5500 |
| Maks. drejningsmoment ved omdr./min.           | 400 Nm /3900          | 400 Nm /3900          | 480 Nm /3900          | 470 Nm /3900          | 580 Nm /3750          |
| Kraftoverførsel                                |                       |                       |                       |                       |                       |
| Drivende hjul                                  | Baghjul               | Baghjul               | Baghjul               | Baghjul               | Baghjul               |
| Gearkasse                                      | 4-trins automatgear   | 4-trins automatgear   | 4-trins automatgear   | 4-trins automatgear   | 4-trins automatgear   |
| Præstationer                                   |                       |                       |                       |                       |                       |
| Topfart                                        | Sedan: 250 km/t       | Sedan: 250 km/t       | Sedan: 250 km/t       | Sedan: 250 km/t       | Sedan: 250 km/t       |
| Acceleration 0-100 km/t                        | Sedan: 7,2 sek.       | Sedan: 7,2 sek.       | Sedan: 6,1 sek.       | Sedan: 6,1 sek.       | Sedan: 5,4 sek.       |
| Brændstofforbrug pr. 100 km ved blandet kørsel | Sedan: 11,8 liter     | Sedan: 13,0 liter     | Sedan: 13,5 liter     | Sedan: 13,0 liter     | Sedan: 12,6 liter     |
| CO2-udslip ved blandet kørsel                  | Sedan: 280 g/km       | Sedan: 308 g/km       | Sedan: 320 g/km       | Sedan: 308 g/km       | Sedan: 299 g/km       |
| Udstødningsnorm efter EU-klassifikation        | Euro1                 | Euro1                 | Euro1                 | Euro1                 | Euro1                 |
| 1. 2.                                          |                       |                       |                       |                       |                       |

### Dieselmotorer
|                                                | 200 D 200 TD                                                             | 200 D 200 TD                                                             | E 200 Diesel                                   |
| Byggeår                                        | 1984−1989 1985−1989                                                      | 1989−1993 1989−1991                                                      | 1993−1995                                      |
| Motordata                                      |                                                                          |                                                                          |                                                |
| Motorkode                                      | OM 601 D 20                                                              | OM 601 D 20                                                              | OM 601 D 20                                    |
| Motortype                                      | R4-dieselmotor                                                           | R4-dieselmotor                                                           | R4-dieselmotor                                 |
| Antal ventiler pr. cylinder                    | 2                                                                        | 2                                                                        | 2                                              |
| Ventilstyring                                  | OHC, kæde                                                                | OHC, kæde                                                                | OHC, kæde                                      |
| Fødesystem                                     | Forkammer                                                                | Forkammer                                                                | Forkammer                                      |
| Trykladning                                    | –                                                                        | –                                                                        | –                                              |
| Køling                                         | Vandkøling                                                               | Vandkøling                                                               | Vandkøling                                     |
| Boring × slaglængde                            | 87,00 × 84,00 mm                                                         | 87,00 × 84,00 mm                                                         | 87,00 × 84,00 mm                               |
| Slagvolume                                     | 1997 cm³                                                                 | 1997 cm³                                                                 | 1997 cm³                                       |
| Kompressionsforhold                            | 22,0:1                                                                   | 22,0:1                                                                   | 22,0:1                                         |
| Maks. effekt ved omdr./min.                    | 53 kW (72 hk) /4600                                                      | 55 kW (75 hk) /4600                                                      | 55 kW (75 hk) /4600                            |
| Maks. drejningsmoment ved omdr./min.           | 123 Nm /2800                                                             | 126 Nm /2700−3550                                                        | 126 Nm /2700−3550                              |
| Kraftoverførsel                                |                                                                          |                                                                          |                                                |
| Drivende hjul                                  | Baghjul                                                                  | Baghjul                                                                  | Baghjul                                        |
| Gearkasse, standardudstyr (ekstraudstyr)       | 4-trins manuel gearkasse (5-trins manuel gearkasse/ 4-trins automatgear) | 4-trins manuel gearkasse (5-trins manuel gearkasse/ 4-trins automatgear) | 5-trins manuel gearkasse (4-trins automatgear) |
| Præstationer                                   |                                                                          |                                                                          |                                                |
| Topfart                                        | Sedan: 160 km/t (160 km/t/ 155 km/t) T-model: 150 km/t (145 km/t)        | Sedan: 160 km/t (160 km/t/ 155 km/t) T-model: 150 km/t (145 km/t)        | Sedan: 160 km/t (155 km/t)                     |
| Acceleration 0-100 km/t                        | Sedan: 18,5 sek. (18,5 sek./ 20,4 sek.) T-model: 21,7 sek. (23,0 sek.)   | Sedan: 18,5 sek. (18,5 sek./ 20,4 sek.) T-model: 21,7 sek. (23,0 sek.)   | Sedan: 18,5 sek. (20,4 sek.)                   |
| Brændstofforbrug pr. 100 km ved blandet kørsel | Sedan: 6,7 liter (6,7 liter/ 7,1 liter) T-model: 7,2 liter (7,7 liter)   | Sedan: 6,7 liter (6,7 liter/ 7,1 liter) T-model: 7,2 liter (7,7 liter)   | Sedan: 6,7 liter (7,1 liter)                   |
| CO2-udslip ved blandet kørsel                  | Sedan: 178 g/km (178 g/km/ 188 g/km) T-model: 191 g/km (204 g/km)        | Sedan: 178 g/km (178 g/km/ 188 g/km) T-model: 191 g/km (204 g/km)        | Sedan: 178 g/km (188 g/km)                     |
| Udstødningsnorm efter EU-klassifikation        | Euro1                                                                    | Euro1                                                                    | Euro1                                          |
| 1.                                             |                                                                          |                                                                          |                                                |

|                                                | 250 D 250 TD                                                | 250 D 250 D Lang 250 TD                                                                 | E 250 Diesel E 250 Diesel Lang E 250 Diesel T                                           | 250 D Turbo 250 TD Turbo                                    | E 250 Turbodiesel                              |
| Byggeår                                        | 1984−1989 1985−1989                                         | 1989−1993 1990−1993 1989−1993                                                           | 1993−1995 1993−1994 1993−1996                                                           | 1988−1993                                                   | 1993−1995                                      |
| Motordata                                      |                                                             |                                                                                         |                                                                                         |                                                             |                                                |
| Motorkode                                      | OM 602 D 25                                                 | OM 602 D 25                                                                             | OM 605 D 25                                                                             | OM 602 D 25 A                                               | OM 602 D 25 A                                  |
| Motortype                                      | R5-dieselmotor                                              | R5-dieselmotor                                                                          | R5-dieselmotor                                                                          | R5-dieselmotor                                              | R5-dieselmotor                                 |
| Antal ventiler pr. cylinder                    | 2                                                           | 2                                                                                       | 4                                                                                       | 2                                                           | 2                                              |
| Ventilstyring                                  | OHC, kæde                                                   | OHC, kæde                                                                               | DOHC, kæde                                                                              | OHC, kæde                                                   | OHC, kæde                                      |
| Fødesystem                                     | Forkammer                                                   | Forkammer                                                                               | Forkammer                                                                               | Forkammer                                                   | Forkammer                                      |
| Trykladning                                    | –                                                           | –                                                                                       | –                                                                                       | Turbolader                                                  | Turbolader                                     |
| Køling                                         | Vandkøling                                                  | Vandkøling                                                                              | Vandkøling                                                                              | Vandkøling                                                  | Vandkøling                                     |
| Boring × slaglængde                            | 87,00 × 84,00 mm                                            | 87,00 × 84,00 mm                                                                        | 87,00 × 84,00 mm                                                                        | 87,00 × 84,00 mm                                            | 87,00 × 84,00 mm                               |
| Slagvolume                                     | 2497 cm³                                                    | 2497 cm³                                                                                | 2497 cm³                                                                                | 2497 cm³                                                    | 2497 cm³                                       |
| Kompressionsforhold                            | 22,0:1                                                      | 22,0:1                                                                                  | 22,0:1                                                                                  | 22,0:1                                                      | 22,0:1                                         |
| Maks. effekt ved omdr./min.                    | 66 kW (90 hk) /4600                                         | 69 kW (94 hk) /4600                                                                     | 83 kW (113 hk) /5000                                                                    | 93 kW (126 hk) /4600                                        | 93 kW (126 hk) /4600                           |
| Maks. drejningsmoment ved omdr./min.           | 154 Nm /2800                                                | 158 Nm /2600−3100                                                                       | 170 Nm /3200−4600                                                                       | 231 Nm /2400                                                | 231 Nm /2400                                   |
| Kraftoverførsel                                |                                                             |                                                                                         |                                                                                         |                                                             |                                                |
| Drivende hjul                                  | Baghjul                                                     | Baghjul                                                                                 | Baghjul                                                                                 | Baghjul                                                     | Baghjul                                        |
| Gearkasse, standardudstyr (ekstraudstyr)       | 5-trins manuel gearkasse (4-trins automatgear)              | 5-trins manuel gearkasse (4-trins automatgear)                                          | 5-trins manuel gearkasse (4-trins automatgear)                                          | 5-trins manuel gearkasse (4-trins automatgear)              | 5-trins manuel gearkasse (4-trins automatgear) |
| Præstationer                                   |                                                             |                                                                                         |                                                                                         |                                                             |                                                |
| Topfart                                        | Sedan: 175 km/t (170 km/t) T-model: 165 km/t (160 km/t)     | Sedan: 175 km/t (170 km/t) Lang: 165 km/t (160 km/t) T-model: 165 km/t (160 km/t)       | Sedan: 190 km/t (185 km/t) Lang: 180 km/t (175 km/t) T-model: 180 km/t (175 km/t)       | Sedan: 198 km/t (195 km/t) T-model: 190 km/t (185 km/t)     | Sedan: 198 km/t (195 km/t)                     |
| Acceleration 0-100 km/t                        | Sedan: 16,5 sek. (17,0 sek.) T-model: 17,6 sek. (18,8 sek.) | Sedan: 16,5 sek. (17,0 sek.) Lang: 19,0 sek. (19,4 sek.) T-model: 17,6 sek. (18,8 sek.) | Sedan: 15,3 sek. (15,8 sek.) Lang: 18,2 sek. (18,6 sek.) T-model: 16,3 sek. (16,8 sek.) | Sedan: 12,3 sek. (12,3 sek.) T-model: 12,9 sek. (12,9 sek.) | Sedan: 12,3 sek. (12,3 sek.)                   |
| Brændstofforbrug pr. 100 km ved blandet kørsel | Sedan: 7,1 liter (7,5 liter) T-model: 7,7 liter (8,0 liter) | Sedan: 7,1 liter (7,5 liter) Lang: 8,0 liter (8,3 liter) T-model: 7,7 liter (8,0 liter) | Sedan: 7,1 liter (7,5 liter) Lang: 7,9 liter (8,2 liter) T-model: 7,6 liter (7,9 liter) | Sedan: 7,5 liter (7,7 liter) T-model: 8,2 liter (8,5 liter) | Sedan: 7,5 liter (7,7 liter)                   |
| CO2-udslip ved blandet kørsel                  | Sedan: 188 g/km (199 g/km) T-model: 204 g/km (212 g/km)     | Sedan: 188 g/km (199 g/km) Lang: 212 g/km (220 g/km) T-model: 204 g/km (212 g/km)       | Sedan: 188 g/km (199 g/km) Lang: 209 g/km (217 g/km) T-model: 201 g/km (209 g/km)       | Sedan: 199 g/km (204 g/km) T-model: 217 g/km (225 g/km)     | Sedan: 199 g/km (204 g/km)                     |
| Udstødningsnorm efter EU-klassifikation        | Euro1                                                       | Euro1                                                                                   | Euro1/Euro2                                                                             | Euro1                                                       | Euro1                                          |
| 1. 2.                                          |                                                             |                                                                                         |                                                                                         |                                                             |                                                |

|                                                | 300 D 300 TD                                                | 300 D 300 TD                                                | 300 D 4MATIC                                   | 300 D 4MATIC                                                        | E 300 Diesel E 300 Diesel T                                 | 300 D Turbo 300 TD Turbo            | 300 D Turbo 300 TD Turbo            | 300 D Turbo 4MATIC 300 TD Turbo 4MATIC | 300 D Turbo 4MATIC 300 TD Turbo 4MATIC | E 300 Turbodiesel E 300 Turbodiesel T | E 300 Turbodiesel 4MATIC E 300 Turbodiesel T 4MATIC |
| Byggeår                                        | 1984−1989 1985−1989                                         | 1989−1993                                                   | 1987−1989                                      | 1989−1991                                                           | 1993−1995 1993−1996                                         | 1986−1988                           | 1988−1993                           | 1988 1987−1988                         | 1988−1993                              | 1993−1995 1993−1996                   | 1993−1995                                           |
| Motordata                                      |                                                             |                                                             |                                                |                                                                     |                                                             |                                     |                                     |                                        |                                        |                                       |                                                     |
| Motorkode                                      | OM 603 D 30                                                 | OM 603 D 30                                                 | OM 603 D 30                                    | OM 603 D 30                                                         | OM 606 D 30                                                 | OM 603 D 30 A                       | OM 603 D 30 A                       | OM 603 D 30 A                          | OM 603 D 30 A                          | OM 603 D 30 A                         | OM 603 D 30 A                                       |
| Motortype                                      | R6-dieselmotor                                              | R6-dieselmotor                                              | R6-dieselmotor                                 | R6-dieselmotor                                                      | R6-dieselmotor                                              | R6-dieselmotor                      | R6-dieselmotor                      | R6-dieselmotor                         | R6-dieselmotor                         | R6-dieselmotor                        | R6-dieselmotor                                      |
| Antal ventiler pr. cylinder                    | 2                                                           | 2                                                           | 2                                              | 2                                                                   | 4                                                           | 2                                   | 2                                   | 2                                      | 2                                      | 2                                     | 2                                                   |
| Ventilstyring                                  | OHC, kæde                                                   | OHC, kæde                                                   | OHC, kæde                                      | OHC, kæde                                                           | DOHC, kæde                                                  | OHC, kæde                           | OHC, kæde                           | OHC, kæde                              | OHC, kæde                              | OHC, kæde                             | OHC, kæde                                           |
| Fødesystem                                     | Forkammer                                                   | Forkammer                                                   | Forkammer                                      | Forkammer                                                           | Forkammer                                                   | Forkammer                           | Forkammer                           | Forkammer                              | Forkammer                              | Forkammer                             | Forkammer                                           |
| Trykladning                                    | –                                                           | –                                                           | –                                              | –                                                                   | –                                                           | Turbolader                          | Turbolader                          | Turbolader                             | Turbolader                             | Turbolader                            | Turbolader                                          |
| Køling                                         | Vandkøling                                                  | Vandkøling                                                  | Vandkøling                                     | Vandkøling                                                          | Vandkøling                                                  | Vandkøling                          | Vandkøling                          | Vandkøling                             | Vandkøling                             | Vandkøling                            | Vandkøling                                          |
| Boring × slaglængde                            | 87,00 × 84,00 mm                                            | 87,00 × 84,00 mm                                            | 87,00 × 84,00 mm                               | 87,00 × 84,00 mm                                                    | 87,00 × 84,00 mm                                            | 87,00 × 84,00 mm                    | 87,00 × 84,00 mm                    | 87,00 × 84,00 mm                       | 87,00 × 84,00 mm                       | 87,00 × 84,00 mm                      | 87,00 × 84,00 mm                                    |
| Slagvolume                                     | 2996 cm³                                                    | 2996 cm³                                                    | 2996 cm³                                       | 2996 cm³                                                            | 2996 cm³                                                    | 2996 cm³                            | 2996 cm³                            | 2996 cm³                               | 2996 cm³                               | 2996 cm³                              | 2996 cm³                                            |
| Kompressionsforhold                            | 22,0:1                                                      | 22,0:1                                                      | 22,0:1                                         | 22,0:1                                                              | 22,0:1                                                      | 22,0:1                              | 22,0:1                              | 22,0:1                                 | 22,0:1                                 | 22,0:1                                | 22,0:1                                              |
| Maks. effekt ved omdr./min.                    | 80 kW (109 hk) /4600                                        | 83 kW (113 hk) /4600                                        | 80 kW (109 hk) /4600                           | 83 kW (113 hk) /4600                                                | 100 kW (136 hk) /5000                                       | 105 kW (143 hk) /4600               | 108 kW (147 hk) /4600               | 105 kW (143 hk) /4600                  | 108 kW (147 hk) /4600                  | 108 kW (147 hk) /4600                 | 108 kW (147 hk) /4600                               |
| Maks. drejningsmoment ved omdr./min.           | 185 Nm /2800                                                | 191 Nm /2800−3050                                           | 185 Nm /2800                                   | 191 Nm /2800−3050                                                   | 210 Nm /2200−4600                                           | 267 Nm /2400                        | 273 Nm /2400                        | 267 Nm /2400                           | 273 Nm /2400                           | 273 Nm /2400                          | 273 Nm /2400                                        |
| Kraftoverførsel                                |                                                             |                                                             |                                                |                                                                     |                                                             |                                     |                                     |                                        |                                        |                                       |                                                     |
| Drivende hjul                                  | Baghjul                                                     | Baghjul                                                     | Alle                                           | Alle                                                                | Baghjul                                                     | Baghjul                             | Baghjul                             | Alle                                   | Alle                                   | Baghjul                               | Alle                                                |
| Gearkasse, standardudstyr (ekstraudstyr)       | 5-trins manuel gearkasse (4-trins automatgear)              | 5-trins manuel gearkasse (4-trins automatgear)              | 5-trins manuel gearkasse (4-trins automatgear) | 5-trins manuel gearkasse/ 4-trins automatgear (4-trins automatgear) | 5-trins manuel gearkasse (4-trins automatgear)              | 4-trins automatgear                 | 4-trins automatgear                 | 4-trins automatgear                    | 4-trins automatgear                    | 4-trins automatgear                   | 4-trins automatgear                                 |
| Præstationer                                   |                                                             |                                                             |                                                |                                                                     |                                                             |                                     |                                     |                                        |                                        |                                       |                                                     |
| Topfart                                        | Sedan: 190 km/t (185 km/t) T-model: 180 km/t (175 km/t)     | Sedan: 190 km/t (185 km/t) T-model: 180 km/t (175 km/t)     | Sedan: 183 km/t (178 km/t)                     | Sedan: 183 km/t/ 178 km/t (178 km/t)                                | Sedan: 200 km/t (195 km/t) T-model: 190 km/t (185 km/t)     | Sedan: 202 km/t T-model: 195 km/t   | Sedan: 202 km/t T-model: 195 km/t   | Sedan: 198 km/t T-model: 188 km/t      | Sedan: 198 km/t T-model: 188 km/t      | Sedan: 202 km/t T-model: 195 km/t     | Sedan: 198 km/t T-model: 188 km/t                   |
| Acceleration 0-100 km/t                        | Sedan: 13,7 sek. (14,1 sek.) T-model: 14,6 sek. (15,3 sek.) | Sedan: 13,7 sek. (14,1 sek.) T-model: 14,6 sek. (15,3 sek.) | Sedan: 15,0 sek. (16,0 sek.)                   | Sedan: 15,0 sek./ 16,0 sek. (16,0 sek.)                             | Sedan: 12,8 sek. (13,2 sek.) T-model: 13,6 sek. (14,3 sek.) | Sedan: 10,5 sek. (10,9 sek.)        | Sedan: 10,5 sek. (10,9 sek.)        | Sedan: 11,8 sek. (12,8 sek.)           | Sedan: 11,8 sek. (12,8 sek.)           | Sedan: 10,5 sek. (10,9 sek.)          | Sedan: 11,8 sek. (12,8 sek.)                        |
| Brændstofforbrug pr. 100 km ved blandet kørsel | Sedan: 7,4 liter (7,8 liter) T-model: 7,8 liter (8,3 liter) | Sedan: 7,4 liter (7,8 liter) T-model: 7,8 liter (8,3 liter) | Sedan: 8,2 liter (8,4 liter)                   | Sedan: 8,2 liter/ 8,4 liter (8,4 liter)                             | Sedan: 7,4 liter (7,8 liter) T-model: 7,8 liter (8,3 liter) | Sedan: 7,9 liter T-model: 8,4 liter | Sedan: 7,9 liter T-model: 8,4 liter | Sedan: 8,7 liter T-model: 9,1 liter    | Sedan: 8,7 liter T-model: 9,1 liter    | Sedan: 7,9 liter T-model: 8,4 liter   | Sedan: 8,7 liter T-model: 9,1 liter                 |
| CO2-udslip ved blandet kørsel                  | Sedan: 196 g/km (207 g/km) T-model: 207 g/km (220 g/km)     | Sedan: 196 g/km (207 g/km) T-model: 207 g/km (220 g/km)     | Sedan: 217 g/km (223 g/km)                     | Sedan: 217 g/km/ 223 g/km (223 g/km)                                | Sedan: 196 g/km (207 g/km) T-model: 207 g/km (220 g/km)     | Sedan: 209 g/km T-model: 223 g/km   | Sedan: 209 g/km T-model: 223 g/km   | Sedan: 231 g/km T-model: 241 g/km      | Sedan: 231 g/km T-model: 241 g/km      | Sedan: 209 g/km T-model: 223 g/km     | Sedan: 231 g/km T-model: 241 g/km                   |
| Udstødningsnorm efter EU-klassifikation        | Euro1                                                       | Euro1                                                       | Euro1                                          | Euro1                                                               | Euro1/Euro2                                                 | Euro1                               | Euro1                               | Euro1                                  | Euro1                                  | Euro1                                 | Euro1                                               |
| 1. 2. 3. 4.                                    |                                                             |                                                             |                                                |                                                                     |                                                             |                                     |                                     |                                        |                                        |                                       |                                                     |

### Renere turbodieseler
De i september 1988 ikrafftrædende ændringer, som fulgte samtidig med 3,0-liters turbodieselmotoren, medførte et nedsat partikeludslip på grund af en forbedring af forbrændingsafløbet. Dette mål blev opnået gennem brugen af et nykonstrueret forkammer med skråindsprøjtning, som garanterede en mere effektiv forbrænding. En sideeffekt ved den nye teknologi var en effektstigning på 2,9 kW (4 hk) på begge motorer. Udvendigt lignede den femcylindrede 250 D Turbo meget søstermodellen med sekscylindret 3,0-motor. Alle versioner af type 124 fik i september 1988 ligeledes udvidet standardudstyret, som fra da af også omfattede ABS-bremser og et opvarmeligt højre sidespejl. Det fra S-klassen hentede forrudevaskeranlæg blev ved denne lejlighed forsynet med opvarmet sprinklervæskebeholder samt opvarmelige sprinklerdyser og -slanger.

### Initiativ Diesel '89
I rammerne af initiativet "Diesel '89" blev dieselmodellerne uden turbo i februar 1989 udstyret med modificerede motorer, med de samme nye forkamre med skråindsprøjtning som turbomodellerne. Også på sugedieselmodellerne medførte den nye dieselteknologi en effektstigning på 2,2 kW (300 hk) for 200 D og 2,9 kW (4 hk) for 250 D og 300 D. Ligeledes fik indsprøjtningspumperne på alle sugedieselmotorer en højdekorrekturdyse for at holde emissionerne nede. De forbedrede typer, hvis partikelemission faldt med ca. 40 procent, opfyldt også uden partikelfilter de i USA gældende, strenge partikelgrænseværdier og arbejdede næsten røgfrit. Endnu mere reduceret blev skadestofemissionerne ved hjælp af et nyt udstødningsrensningssystem med en specielt til dieselmotorer udviklet oxidationskatalysator med en nøje afstemt udstødningsgastilbageføring. Dette yderst effektive system kunne fra oktober 1990 leveres som ekstraudstyr til sugedieselmodellerne, og et halvt år senere også til turbodieselmodellerne.

## Produktionstal
124-serien blev fremstillet i et totalt styktal på 2.583.470 eksemplarer. Det var næsten lige så mange som forgængeren, type 123. Type 124 solgte rigtig godt over hele verden, selv om der med BMW E34 i 1988 blev introduceret en meget vigtig konkurrent, som ophævede monopolstillingen (som type 123 stadigvæk havde). Sedanerne blev fremstillet i Sindelfingen, og T-modellerne ligesom forgængeren i Bremen. Topmodellen 500 E blev frem til andet facelift (MOPF 2) delmonteret hos Porsche i Stuttgart-Zuffenhausen. Cabrioleterne blev delvist fremstillet hos Karmann i Osnabrück.
Af de forskellige karrosserivarianter blev der fremstillet:
- Sedan: 2.058.777 eksemplarer
- T-model: 340.503 eksemplarer
- Coupé: 141.498 eksemplarer
- Cabriolet: 33.968 eksemplarer
- Lang limousine: 2.362 eksemplarer
- Grundbil til specialopbygninger: 6.426 eksemplarer

## Modeloversigt
- Mercedes-Benz W124 (1989–1993)
- Bagfra
- Mercedes-Benz S124 (1989–1993)
- Mercedes-Benz C124 (1989–1993)
- Mercedes-Benz W124 (1993–1995)
- Bagfra
- Mercedes-Benz S124 (1993–1996)
- Bagfra
- Mercedes-Benz C124 (1993–1996)
- Mercedes-Benz A124 (1993–1997)
- Eksempel på specialopbygning: ambulance

## Udstyrsvarianter
Udstyrslinjer (Classic, Elegance, Avantgarde), som i denne klasse første gang kom med type 124-efterfølgeren type 210 og bandt de hidtil enkeltvis solgte former for ekstraudstyr til udstyrspakker, fandtes ikke til type 124. Alle former for ekstraudstyr skulle bestilles separat. Prislisten omfattede dog talrige typer af ekstraudstyr, herunder elektrisk justerbare forsæder med eller uden hukommelse, el-ruder eller sjældnere bestilt ekstraudstyr som f.eks. kørecomputer, klimaautomatik og parkeringsvarme. Først med modelåret 1990 kunne udstyrspakken Sportline tilkøbes som ekstraudstyr. Den indeholdt en sportsundervogn med bredere sporvidde og ca. 20 mm sænket karrosseri, en mere direkte styreudveksling, 8-egede alufælge og sportssæder. På de "normale" modeller (ikke ottecylindrede og AMG) var der fra byggetidens start til slutning en tydelig antydning af gennemsnitligt udstyr. Dermed havde de første biler ofte intet klimaanlæg eller elruder, mens lavt udstyrede eksemplarer fra den sidste serie er ret sjældne. I kabinen kunne man på standardmodellerne vælge imellem diverse indtræksfarver og -mønstre samt forskellige (del)læderkabiner. Træapplikationerne var fra 1989 (MOPF 1) ikke kun var anbragt på midterkonsollen, men også på instrumentbrættet og dørene. Topmodellerne (ottecylindrede og AMG) samt Cabriolet Final Edition kunne som ekstraudstyr leveres med træudstyr i fugleøjeahorn. De til USA og Japan eksporterede cabrioleter havde fra fabrikken de fleste af de i Europa merprispligtige former for ekstraudstyr som automatgear, klimaanlæg, læder og fartpilot.

## Bemærkelsesværdigt
I forbindelse med de konstant stigende priser på fossile brændstoffer har de toventilede dieselmotorer i type 124 opnået en vis berømthed, da de uden yderligere ombygninger kan køres på ren planteolie.
Da forkammerdieselmotorerne OM 601, OM 602 samt OM 603 fra starten var udstyret med brændstofforvarmning, bortfaldt eftermonteringen og den ligeledes standardmonterede Bosch-rækkeindsprøjtningspumpe var i modsætning til de i øvrigt hyppigt benyttede fordelerindsprøjtningspumper stabil nok til at − i modsætning til fossilt dieselbrændstof − at kunne forarbejde planteolie skadesløst.
Til de kolde vintermåneder anbefales det at indbygge en ekstra varmeveksler til opvarmning af dieselbrændstoffet. Ved denne indbygning forbedres ved lave udetemperaturer den tyktflydende planteolies flydeevne.
Derudover kan man ved hjælp af forskellige indstillinger, som f.eks. dyseåbningstryk, indsprøjtningsbegyndelse, indsprøjtningsmængde etc. forebygge den typiske "pommes frites"-lugt. Ligeledes gøres koldstart med planteolie samt kørsel med fuld last nemmere.

## Den nuværende situation
Type 124 er i dag eftertragtet i youngtimer- og Mercedes-kredse. Korrekt passede eksemplarer er dyre, hvor specielt priserne på coupéer, cabrioleter og T-modeller er begyndt at stige.
Som følge heraf er der i de senere år opstået type 124-fora på internettet, hvor der diskuteres ting om modellen og bl.a. planlægges træf. Type 124 betragtes som følge af sin udviklings- og forarbejdningskvalitet som "den sidste ægte Mercedes", som er udviklet før ekspansionspolitikken af lederne Edzard Reuter og Jürgen Schrempp.

### Om chassiskoderne
W124 er chassiskoden for den firedørs sedan. Coupéen hedder C124, cabrioleten A124 og stationcaren S124. De sidste tre er vigtige at videregive bl.a. når man skifter forrude. F.eks. har coupéen en lavere hældning på for- og bagrude, hhv. 1 grad og halvanden grad i forhold til sedanen, udstødningssystemet er ca. otte tommer kortere osv.

## Sikkerhed
Det svenske forsikringsselskab Folksam vurderer flere forskellige bilmodeller ud fra oplysninger fra virkelige ulykker, hvorved risikoen for død eller invaliditet i tilfælde af en ulykke måles. I rapporterne Hur säker är bilen? er/var type 124 klassificeret som følger:
- 1999: Mindst 20% bedre end middelbilen[13]
- 2001: Mindst 20% bedre end middelbilen[14]
- 2003: Mindst 15% bedre end middelbilen[15]
- 2005: Mindst 15% bedre end middelbilen[16]
- 2007: Som middelbilen[17]
- 2009: Som middelbilen[18]
- 2011: Dårligere end middelbilen[19]
- 2013: Som middelbilen[20]
- 2015: Mindst 20% dårligere end middelbilen[21]